# RG-32
RG-32 — семейство бронеавтомобилей, разработанное и производимое южноафриканской фирмой BAE Land Systems South Africa. Производство начато в 2002 г.

## Описание конструкции
Кузов — четырёхдверный, цельнометаллический сварной бронированный с несколькими бойницами для стрелкового оружия. В крыше — два люка. Бронирование обеспечивает защиту от огня стрелкового оружия калибром до 7,62 мм и от одиночной противотанковой мины ТМ-57.

## Модификации
Первоначальная версия RG-32 имела колёсную формулу 4 × 2, массу 3 т и карбюраторный двигатель.
Впоследствии разработан вариант RG-32 Scout с колёсной формулой 4 × 4 и дизельным двигателем, отвечающий требованиям ООН.
- Экипаж — 5 чел.
- Колёсная формула — 4 × 4.
- Полная масса — 3500 кг
- Полезная нагрузка — 500 кг
- Двигатель — 6-цилиндровый дизель с турбонаддувом.
- Рабочий объём — 3,75 л.
- Мощность — 150 л. с.
- Трансмиссия — 3-ступенчатая автоматическая.
- Максимальная скорость — 120 км/ч.

Затем были разработаны военные версии RG-32M и RG-32LTV.
RG-32M1
- Экипаж — 5 чел.
- Колёсная формула — 4 × 4.
- Двигатель — 6-цилиндровый турбодизель Steyr M16TCA.
- Рабочий объём — 3,2 л.
- Мощность — 100 л. с.
- Трансмиссия — 3-ступенчатая автоматическая Chrysler.
- Максимальная скорость — 120 км/ч.

## Операторы
Всего к началу 2009 г. произведено до 800 машин семейства RG-32.
- ООН[источник не указан 3384 дня]
- ЮАР — 400[источник не указан 3384 дня]
- Египет — 112[источник не указан 3384 дня]
- Грузия - 2[3]
- Швеция — 360 RG-32M (В ВС Швеции имеют обозначение Terrängbil 16 Galten) по состоянии на 2016 год [4]
- Саудовская Аравия — 46[источник не указан 3384 дня]
- Словакия — более 7 единиц RG-32M по состоянии на 2016 год [5]
- Финляндия[6] — 6.
- Танзания — 15 (для полиции)[источник не указан 3384 дня]
- Ирландия — 27 RG-32M по состоянии на 2016 год [7]